# Giuseppe Vadi
Giuseppe Vadi (Marciana, 30 novembre 1825 – Marciana, 29 dicembre 1907) è stato un patriota italiano.

## Biografia
Giuseppe Vadi nacque a Marciana (Isola d'Elba) nel 1825 da Giovanpaolo Vadi e Bastianina Tirati. L'indole contro gli oppressori fu ereditata dal nonno Cerbone Vadi, maire di Marciana che nel giugno 1799 fu a capo della rivolta degli elbani contro le truppe francesi comandate dal Generale Montserrat, che in quella estate subirono la prima sconfitta con la capitolazione firmata il 17 luglio 1799 dal comandante Ferrent.
Cerbone Vadi, uomo d'onore anche se acerrimo nemico dei francesi, dal 21 agosto del 1814 al 5 settembre 1814 diede ospitalità gradita nella sua casa di Marciana all'Imperatore Napoleone Bonaparte in esilio all'Isola d'Elba e a sua madre Letizia Ramolino.
Giuseppe Vadi si iscrive nel 1844 all'Università di Pisa.
Il 29 maggio 1848 parte con il Battaglione universitario composto da studenti per la battaglia di Curtatone e Montanara, con il grado di sergente maggiore; dopo l'eroica battaglia viene promosso sul campo con il grado di capitano e in seguito tale partecipazione gli varra l'onorificenza di Cavaliere del Regno d'Italia.
In quel periodo conosce Gherardo Nerucci e partecipa in seguito con i suoi scritti alla stesura del libro Memorie del Battaglione universitario pisano, ove si evincono i fatti salienti di quelle giornate eroiche del Vadi e degli altri studenti che combatterono con valore, trattenendo l'esercito austriaco per l'intera giornata.
Nonostante la vittoria degli Austriaci, la strenua resistenza degli studenti universitari permise a Carlo Alberto di riorganizzarsi e il giorno seguente riuscì con il suo esercito a sconfiggere nella Battaglia di Goito il feldmaresciallo Radetzky.
Nel 1849 consegue la laurea in Legge all'Università di Pisa.
Dal 28 gennaio 1869 al 30 dicembre 1878 per un intero decennio ricopre la carica di sindaco del Comune di Marciana.
Dal 1876 al 1878 e nel biennio 1889-1890 è Consigliere Provinciale della provincia di Livorno.
Il 15 luglio 1982, per i suoi meriti ottenuti come patriota nella prima guerra di indipendenza, con solenne cerimonia alla presenza del Ministro degli Interni Virginio Rognoni e delle autorità locali gli viene intitolata una delle vie principali del Comune di Marciana Marina.